# Calificările pentru Campionatul Mondial 2018 (UEFA)
Secția UEFA a Calificărilor pentru Campionatul Mondial 2018 (UEFA) a fost un turneu de calificări al echipelor europene pentru Campionatul Mondial de Fotbal 2018 care se dispută în Rusia. Calificările au început în luna septembrie 2016 și s-au încheiat în luna noiembrie 2017.
Formatul calificărilor a fost confirmat de Comitetul Executiv UEFA la întilnirea de la Viena din perioada 22–23 martie 2015.

## Format
Structura calificărilor este aceasta:
- Prima rundă (faza grupelor): 52 de echipe vor fi divizate în 9 grupe (șapte grupe a câte 6 echipe și 2 grupe a câte 5 echipe) care vor juca într-un sistem round-robin meciuri acasă și în deplasare. Fiecare câștigătoare din fiecare grupă se va califica la Campionatul Mondial de Fotbal 2018, și cele mai bune echipe de pe locul doi se vor califica în a doua rundă (play-off-uri).

- Runda secundă (play off-ri): 8 cele mai bune echipe de pe locul doi vor juca într-un sistem eliminatoriu cu meciuri acasă și în deplasare. Învigătoarele se vor califica la Campionatul Mondial de Fotbal 2018.

## Participanți
În afară de  Rusia care este gazdă și calificată automat, toate cele 52 echipe naționale europene afiliate FIFA au intrat în calificări.
- Albania
- Andorra
- Armenia
- Austria
- Azerbaidjan
- Belarus
- Belgia
- Bosnia și Herțegovina
- Bulgaria
- Croația
- Cipru
- Cehia
- Danemarca
- Anglia
- Estonia
- Insulele Feroe
- Finlanda
- Franța
- Georgia
- Germania
- Grecia
- Ungaria
- Islanda
- Israel
- Italia
- Kazahstan
- Letonia
- Liechtenstein
- Lituania
- Luxemburg
- Kosovo
- Macedonia de Nord
- Malta
- Republica Moldova
- Muntenegru
- Țările de Jos
- Irlanda de Nord
- Norvegia
- Polonia
- Portugalia
- Republica Irlanda
- România
- San Marino
- Scoția
- Serbia
- Slovacia
- Slovenia
- Spania
- Suedia
- Elveția
- Turcia
- Ucraina
- Țara Galilor

- Notă:  Gibraltar care este membru afiliat UEFA din 2013, dar nu și membru FIFA, nu este eligibil pentru calificările pentru Cupa Mondială. Ei au apelat la Curtea de Arbitraj pentru Sport pentru a contesta refuzul FIFA de a acorda calitatea de membru în scopul de a intra în calificările pentru Cupa Mondială.[4]

## Etapa tragerei la sorți
Tragerea la sorți pentru primul tur (faza grupelor) a avut loc pe 25 iulie 2015, la Palatul Konstantinovsky în Strelna, Sankt Petersburg, Rusia.
Tragerea s-a bazat pe Clasamentul FIFA pe națiuni pe luna iulie 2015. Cele 52 de echipe au fost trase la sorți în șase boluri:
- Bol 1 conține echipele clasate 1-9.
- Bol 2 conține echipele clasate 10–18.
- Bol 3 conține echipele clasate 19–27.
- Bol 4 conține echipele clasate 28–36.
- Bol 5 conține echipele clasate 37–45.
- Bol 6 conține echipele clasate 46–52.

Fiecare grup de șase echipe conține o echipă din fiecare dintre cele șase boluri, în timp ce fiecare grup de cinci echipe conține o echipă din fiecare dintre primele cinci boluri.
Datorită centralizării a drepturilor de difuzare pentru Calificările europene, Anglia, Franța, Germania, Italia, Spania și Țările de Jos au fost toate trase în grupuri de șase echipe.
Echipele au fost alocate pentru boluri de tragere, după cum urmează (Iulie 2015 Clasamentul FIFA se arată în paranteze).
| Bol 1 | Bol 2 | Bol 3 |
| --- | --- | --- |
| Germania (2) · Belgia (3) · Țările de Jos (5) · Portugalia (7) · România (8) · Anglia (9) · Țara Galilor (10) · Spania (12) · Croația (14)                | Slovacia (15) · Austria (15) · Italia (17) · Elveția (18) · Cehia (20) · Franța (22) · Islanda (23) · Danemarca (24) · Bosnia și Herțegovina (26)                 | Ucraina (27) · Scoția (29) · Polonia (30) · Ungaria (31) · Suedia (33) · Albania (36) · Irlanda de Nord (37) · Serbia (43) · Grecia (44)      |
| Bol 4 | Bol 5 | Bol 6 |
| Turcia (48) · Slovenia (49) · Israel (51) · Republica Irlanda (52) · Norvegia (67) · Bulgaria (68) · Insulele Feroe (74) · Muntenegru (81) · Estonia (82) | Cipru (85) · Letonia (87) · Armenia (89) · Finlanda (90) · Belarus (100) · Macedonia de Nord (105) · Azerbaidjan (108) · Lituania (110) · Republica Moldova (124) | Kazahstan (142) · Luxemburg (146) · Liechtenstein (147) · Georgia (153) · Malta (158) · San Marino (192) · Andorra (202) · Gibraltar · Kosovo |

## Program
Meciurile din calificări au început în septembrie 2016, alături de UEFA Euro 2016, și au durat până în noiembrie 2017.
| Rundă                       | Zi de meci    | Dată                        |
| --------------------------- | ------------- | --------------------------- |
| Prima rundă (Faza grupelor) | Zi de meci 1  | 4–6 septembrie 2016         |
| Prima rundă (Faza grupelor) | Zi de meci 2  | 6–8 octombrie 2016          |
| Prima rundă (Faza grupelor) | Zi de meci 3  | 9–11 octombrie 2016         |
| Prima rundă (Faza grupelor) | Zi de meci 4  | 11–13 noiembrie 2016        |
| Prima rundă (Faza grupelor) | Zi de meci 5  | 24–26 martie 2017           |
| Prima rundă (Faza grupelor) | Zi de meci 6  | 9–11 iunie 2017             |
| Prima rundă (Faza grupelor) | Zi de meci 7  | 31 August–2 septembrie 2017 |
| Prima rundă (Faza grupelor) | Zi de meci 8  | 3–5 septembrie 2017         |
| Prima rundă (Faza grupelor) | Zi de meci 9  | 5–7 octombrie 2017          |
| Prima rundă (Faza grupelor) | Zi de meci 10 | 8–10 octombrie 2017         |

| Rundă                        | Zi de meci   | Dată                 |
| ---------------------------- | ------------ | -------------------- |
| Runda secundă (Play-off-uri) | Prima manșă  | 9–11 noiembrie 2017  |
| Runda secundă (Play-off-uri) | A doua manșă | 12–14 noiembrie 2017 |

## Prima rundă

### Grupe

#### Grupa A
| Loc | Echipa            | MJ | V | E | Î | GM | GP | DG  | Pct | Calificare                                       |
| --- | ----------------- | -- | - | - | - | -- | -- | --- | --- | ------------------------------------------------ |
| 1   | Franța (Q)        | 10 | 7 | 2 | 1 | 18 | 6  | +12 | 23  | Calificare la Campionatul Mondial de Fotbal 2018 |
| 2   | Suedia (A)        | 10 | 6 | 1 | 3 | 26 | 9  | +17 | 19  | Runda secundă                                    |
| 3   | Țările de Jos (E) | 10 | 6 | 1 | 3 | 21 | 12 | +9  | 19  |                                                  |
| 4   | Bulgaria (E)      | 10 | 4 | 1 | 5 | 14 | 19 | −5  | 13  |                                                  |
| 5   | Luxemburg (E)     | 10 | 1 | 3 | 6 | 8  | 26 | −18 | 6   |                                                  |
| 6   | Belarus (E)       | 10 | 1 | 2 | 7 | 6  | 21 | −15 | 5   |                                                  |

1. ↑  Cele mai bune echipe de pe locul doi se vor califica în play-off.

#### Grupa B
| Loc | Echipa             | MJ | V | E | Î | GM | GP | DG  | Pct | Calificare                                       |
| --- | ------------------ | -- | - | - | - | -- | -- | --- | --- | ------------------------------------------------ |
| 1   | Portugalia (Q)     | 10 | 9 | 0 | 1 | 32 | 4  | +28 | 27  | Calificare la Campionatul Mondial de Fotbal 2018 |
| 2   | Elveția (A)        | 10 | 9 | 0 | 1 | 23 | 7  | +16 | 27  | Runda secundă                                    |
| 3   | Ungaria (E)        | 10 | 4 | 1 | 5 | 14 | 14 | 0   | 13  |                                                  |
| 4   | Insulele Feroe (E) | 10 | 2 | 3 | 5 | 4  | 16 | −12 | 9   |                                                  |
| 5   | Letonia (E)        | 10 | 2 | 1 | 7 | 7  | 18 | −11 | 7   |                                                  |
| 6   | Andorra (E)        | 10 | 1 | 1 | 8 | 2  | 23 | −21 | 4   |                                                  |

1. ↑  Cele mai bune echipe de pe locul doi se vor califica în play-off.

#### Grupa C
| Loc | Echipa              | MJ | V  | E | Î  | GM | GP | DG  | Pct | Calificare                                       |
| --- | ------------------- | -- | -- | - | -- | -- | -- | --- | --- | ------------------------------------------------ |
| 1   | Germania (Q)        | 10 | 10 | 0 | 0  | 43 | 4  | +39 | 30  | Calificare la Campionatul Mondial de Fotbal 2018 |
| 2   | Irlanda de Nord (A) | 10 | 6  | 1 | 3  | 17 | 6  | +11 | 19  | Runda secundă                                    |
| 3   | Cehia (E)           | 10 | 4  | 3 | 3  | 17 | 10 | +7  | 15  |                                                  |
| 4   | Norvegia (E)        | 10 | 4  | 1 | 5  | 17 | 16 | +1  | 13  |                                                  |
| 5   | Azerbaidjan (E)     | 10 | 3  | 1 | 6  | 10 | 19 | −9  | 10  |                                                  |
| 6   | San Marino (E)      | 10 | 0  | 0 | 10 | 2  | 51 | −49 | 0   |                                                  |

1. ↑  Cele mai bune echipe de pe locul doi se vor califica în play-off.

#### Grupa D
| Loc | Echipa                | MJ | V | E | Î | GM | GP | DG  | Pct | Calificare                                       |
| --- | --------------------- | -- | - | - | - | -- | -- | --- | --- | ------------------------------------------------ |
| 1   | Serbia (Q)            | 10 | 6 | 3 | 1 | 20 | 10 | +10 | 21  | Calificare la Campionatul Mondial de Fotbal 2018 |
| 2   | Republica Irlanda (A) | 10 | 5 | 4 | 1 | 12 | 6  | +6  | 19  | Runda secundă                                    |
| 3   | Țara Galilor (E)      | 10 | 4 | 5 | 1 | 13 | 6  | +7  | 17  |                                                  |
| 4   | Austria (E)           | 10 | 4 | 3 | 3 | 14 | 12 | +2  | 15  |                                                  |
| 5   | Georgia (E)           | 10 | 0 | 5 | 5 | 8  | 14 | −6  | 5   |                                                  |
| 6   | Republica Moldova (E) | 10 | 0 | 2 | 8 | 4  | 23 | −19 | 2   |                                                  |

1. ↑  Cele mai bune echipe de pe locul doi se vor califica în play-off.

#### Grupa E
| Loc | Echipa         | MJ | V | E | Î | GM | GP | DG  | Pct | Calificare                                       |
| --- | -------------- | -- | - | - | - | -- | -- | --- | --- | ------------------------------------------------ |
| 1   | Polonia (Q)    | 10 | 8 | 1 | 1 | 28 | 14 | +14 | 25  | Calificare la Campionatul Mondial de Fotbal 2018 |
| 2   | Danemarca (A)  | 10 | 6 | 2 | 2 | 20 | 8  | +12 | 20  | Runda secundă                                    |
| 3   | Muntenegru (E) | 10 | 5 | 1 | 4 | 20 | 12 | +8  | 16  |                                                  |
| 4   | România (E)    | 10 | 3 | 4 | 3 | 12 | 10 | +2  | 13  |                                                  |
| 5   | Armenia (E)    | 10 | 2 | 1 | 7 | 10 | 26 | −16 | 7   |                                                  |
| 6   | Kazahstan (E)  | 10 | 0 | 3 | 7 | 6  | 26 | −20 | 3   |                                                  |

1. ↑  Cele mai bune echipe de pe locul doi se vor califica în play-off.

#### Grupa F
| Loc | Echipa       | MJ | V | E | Î | GM | GP | DG  | Pct | Calificare                                       |
| --- | ------------ | -- | - | - | - | -- | -- | --- | --- | ------------------------------------------------ |
| 1   | Anglia (Q)   | 10 | 8 | 2 | 0 | 18 | 3  | +15 | 26  | Calificare la Campionatul Mondial de Fotbal 2018 |
| 2   | Slovacia (E) | 10 | 6 | 0 | 4 | 17 | 7  | +10 | 18  | [ a ]                                            |
| 3   | Scoția (E)   | 10 | 5 | 3 | 2 | 17 | 12 | +5  | 18  |                                                  |
| 4   | Slovenia (E) | 10 | 4 | 3 | 3 | 12 | 7  | +5  | 15  |                                                  |
| 5   | Lituania (E) | 10 | 1 | 3 | 6 | 7  | 20 | −13 | 6   |                                                  |
| 6   | Malta (E)    | 10 | 0 | 1 | 9 | 3  | 25 | −22 | 1   |                                                  |

1. ↑  Cele mai bune echipe de pe locul doi se vor califica în play-off.

#### Grupa G
| Loc | Echipa                | MJ | V | E | Î  | GM | GP | DG  | Pct | Calificare                                       |
| --- | --------------------- | -- | - | - | -- | -- | -- | --- | --- | ------------------------------------------------ |
| 1   | Spania (Q)            | 10 | 9 | 1 | 0  | 36 | 3  | +33 | 28  | Calificare la Campionatul Mondial de Fotbal 2018 |
| 2   | Italia (A)            | 10 | 7 | 2 | 1  | 21 | 8  | +13 | 23  | Runda secundă                                    |
| 3   | Albania (E)           | 10 | 4 | 1 | 5  | 10 | 13 | −3  | 13  |                                                  |
| 4   | Israel (E)            | 10 | 4 | 0 | 6  | 10 | 15 | −5  | 12  |                                                  |
| 5   | Macedonia de Nord (E) | 10 | 3 | 2 | 5  | 15 | 15 | 0   | 11  |                                                  |
| 6   | Liechtenstein (E)     | 10 | 0 | 0 | 10 | 1  | 39 | −38 | 0   |                                                  |

1. ↑  Cele mai bune echipe de pe locul doi se vor califica în play-off.

#### Grupa H
| Loc | Echipa                    | MJ | V | E | Î  | GM | GP | DG  | Pct | Calificare                                       |
| --- | ------------------------- | -- | - | - | -- | -- | -- | --- | --- | ------------------------------------------------ |
| 1   | Belgia (Q)                | 10 | 9 | 1 | 0  | 43 | 6  | +37 | 28  | Calificare la Campionatul Mondial de Fotbal 2018 |
| 2   | Grecia (A)                | 10 | 5 | 4 | 1  | 17 | 6  | +11 | 19  | Runda secundă                                    |
| 3   | Bosnia și Herțegovina (E) | 10 | 5 | 2 | 3  | 24 | 13 | +11 | 17  |                                                  |
| 4   | Estonia (E)               | 10 | 3 | 2 | 5  | 13 | 19 | −6  | 11  |                                                  |
| 5   | Cipru (E)                 | 10 | 3 | 1 | 6  | 9  | 18 | −9  | 10  |                                                  |
| 6   | Gibraltar (E)             | 10 | 0 | 0 | 10 | 3  | 46 | −43 | 0   |                                                  |

1. ↑  Cele mai bune echipe de pe locul doi se vor califica în play-off.

#### Grupa I
| Loc | Echipa       | MJ | V | E | Î | GM | GP | DG  | Pct | Calificare                                       |
| --- | ------------ | -- | - | - | - | -- | -- | --- | --- | ------------------------------------------------ |
| 1   | Islanda (Q)  | 10 | 7 | 1 | 2 | 16 | 7  | +9  | 22  | Calificare la Campionatul Mondial de Fotbal 2018 |
| 2   | Croația (A)  | 10 | 6 | 2 | 2 | 15 | 4  | +11 | 20  | Runda secundă                                    |
| 3   | Ucraina (E)  | 10 | 5 | 2 | 3 | 13 | 9  | +4  | 17  |                                                  |
| 4   | Turcia (E)   | 10 | 4 | 3 | 3 | 14 | 13 | +1  | 15  |                                                  |
| 5   | Finlanda (E) | 10 | 2 | 3 | 5 | 9  | 13 | −4  | 9   |                                                  |
| 6   | Kosovo (E)   | 10 | 0 | 1 | 9 | 3  | 24 | −21 | 1   |                                                  |

1. ↑  Cele mai bune echipe de pe locul doi se vor califica în play-off.

## Runda secundă
| Echipa #1         | Total | Echipa #2 | Tur | Retur |
| ----------------- | ----- | --------- | --- | ----- |
| Irlanda de Nord   | 0–1   | Elveția   | 0–1 | 0–0   |
| Croația           | 4–1   | Grecia    | 4–1 | 0–0   |
| Republica Irlanda | 1–5   | Danemarca | 0–0 | 1–5   |
| Suedia            | 1–0   | Italia    | 1–0 | 0–0   |